# Socea
Socea – wieś w Rumunii, w okręgu Neamț, w gminie Rediu. W 2011 roku liczyła 539 mieszkańców.